# أليستي
أليستي (بالإيطالية: Alliste)‏ هي بلدة وبلدية في مقاطعة ليتشي في إقليم بوليا في جنوب إيطاليا.

## السكان
في سنة 1861 بلغ عدد السكان 1٬624 نسمة، وتطور العدد ليصل في سنة 2011 لـ 6٬657 نسمة.
يظهر هذا المخطط البياني تطور النمو السكاني لـ أليستي